# Azienda Autonoma di Soggiorno e Turismo
L'azienda autonoma di soggiorno e turismo (AAST) è stata un ente italiano di diritto pubblico, istituito dalla legge n. 765 del 1926.
Lo scopo di tali aziende era promuovere e coordinare le politiche turistiche di una particolare località, riconosciuta preventivamente come località turistica.
In seguito al riordinamento del 1960 gli organi dell’Azienda erano il presidente, nominato con decreto del Ministro per il turismo e lo spettacolo (sentito il prefetto della provincia), il Consiglio di amministrazione e il Collegio dei revisori. 
Il Consiglio di amministrazione, nominato con decreto del Ministro per il turismo e lo spettacolo, era composto, oltreché dal Presidente, da un rappresentante dell’Ente provinciale per il turismo, da due datori di lavoro e da due lavoratori appartenenti alle categorie economiche interessate al movimento turistico, dal sindaco del Comune dove l'Azienda operava, da un sanitario designato dal Consiglio di sanità e da uno a tre esperti su designazione del prefetto. Le funzioni di segretario erano svolte dal direttore dell’Azienda.
Le AA.AA.S.T. vennero abolite nel 1983 con l'attuazione della nuova legge-quadro sul turismo, la quale prevedeva che tutte le Regioni, sia a statuto ordinario che a statuto speciale, costituissero in loro sostituzione le Aziende di Promozione Turistica a valenza provinciale o regionale. 